# Jana Jurjewna Schilinskaite
Jana Jurjewna Schilinskaite (russisch Яна Юрьевна Жилинскайте, wiss. Transliteration Jana Jur'evna Žilinskajte; * 6. März 1989 in Urai, Sowjetunion) ist eine russische Handballspielerin, die für den russischen Erstligisten GK Lada Toljatti aufläuft.

## Karriere

### Im Verein
Schilinskaite begann das Handballspielen im Alter von elf Jahren in ihrem Geburtsort. Ab dem Jahr 2004 spielte die Kreisspielerin beim russischen Verein GK Ufa-Alissa. Vier Jahre später schloss sie sich dem russischen Erstligisten GK Lada Toljatti an, mit dem sie 2012 und 2014 den EHF-Pokal gewann. Im Sommer 2014 unterschrieb sie einen Vertrag beim Ligakonkurrenten GK Astrachanotschka. Mit Astrachanotschka gewann sie 2016 die russische Meisterschaft. Anschließend wechselte sie zu GK Kuban Krasnodar. Zur Saison 2017/18 wechselte Schilinskaite zum ungarischen Erstligisten Alba Fehérvár KC, bei dem sie zwei Spielzeiten unter Vertrag stand. Daraufhin schloss sie sich dem russischen Erstligisten PGK ZSKA Moskau an. Im Januar 2021 kehrte sie zum GK Lada Toljatti zurück.

### In der Nationalmannschaft
Schilinskaite gehört dem Kader der russischen Nationalmannschaft an. Mit Russland gewann sie bei der Weltmeisterschaft 2019 die Bronzemedaille.

## Sonstiges
Ihre Zwillingsschwester Wiktorija spielt ebenfalls professionell Handball.